# Sonny Flame
Sonny Flame (właśc. Mihai Razvan Preda) (ur. 30 września 1986 w Ploeszti) – rumuński piosenkarz specjalizujący się w muzyce latynoamerykańskiej, reggae, dancehall oraz R&B. 

## Dyskografia
Albumy
| Rok  | Album                                                                                                | Uwagi |
| ---- | --- | --- |
| 2012 | Way of life - Data: 26 listopada 2012 - Format: CD, downloads - Wytwórnia muzyczna: Red Clover Media | Tracklist 1. "Sale el Sol" (3:20) 2. "Like a Breeze" (3:36) 3. "Liber" (3:09) 4. "It's My Life" (2:57) 5. "Woman" (3:18) 6. "Get in My Bed" (3:43) 7. "Another Day" (3:30) 8. "Jump Up" (feat. DJ Dark) (3:10) 9. "Lady" (3:09) 10. "Boom Boom Room" (feat. Kenno) (3:00) 11. "Vin" (3:24) 12. "Miami Day" (3:13) 13. "Get Your Clothes Off" (3:22) 14. "Sale el Sol (Emil Lassaria Remix)" (6:08) 15. Digital Booklet "Way of Life" |

Piosenki
- 2010: "Top of the World" (feat. Chris Mayer)
- 2010: "Come Along" (with Lora) (na Selecția Națională Eurovision 2010)
- 2010: "Glamity"
- 2010: "Jump Up" (feat. DJ Dark)
- 2011: "I Gotta Find You"
- 2011: "Summer Days" (z Connect-R)
- 2011: "Get Your Cloths Off"
- 2012: "African Sun"
- 2012: "Sale el sol"
- 2012: "Like a Breeze"
- 2012: "Boom Boom Room" (feat. Kenno)
- 2012: "Get in my bed"
- 2012: "Another day"
- 2012: "It's My Life"
- 2012: "Lady"
- 2012: "Woman"
- 2012: "Miami Day"
- 2013: "Vin"
- 2013: "Loca Pasion"
- 2014: "Colac de salvare"
- 2014: "Pune-mă-n cap"

Gościnnie w
- 2009: "Confused" (Chris Mayer) feat. Sonny Flame)
- 2009: "Havana Lover" (Morris feat. Sonny Flame)
- 2010: "Lonely Girl" (Wassabi feat. Sonny Flame)
- 2011: "Around the World" (Claudette feat. Sonny Flame)
- 2012: "Like That" (Style Da Kid feat. Mike Diamondz, Sonny Flame, Johnny King, OneShot, Violet & Anda D)
- 2014: "POC" (Tara feat. Sonny Flame)